# 캘리포니아주머니생쥐
캘리포니아주머니생쥐(Chaetodipus californicus)는 주머니생쥐과에 속하는 설치류의 일종이다. 미국 서부 캘리포니아주와 멕시코 북서부 바하칼리포르니아주 북부의 토착종이다. 남부 캘리포니아의 캘리포니아 수풀 및 삼림 지대와 같은 서식지에서 발견되며, 시에라네바다산맥 남부 전역과 캘리포니아 해안 산맥 남부 그리고 횡단 산맥, 남부 캘리포니아와 페닌슐라 산맥의 바하칼리포르니아 주 북부에서 발견된다.